# Institutionel kunstteori
Institutionel kunstteori er teori om institutionen kunst. De første teorier i dette felt kom frem i starten af halvfjerdserne, i Danmark med Søren Kjørup,  Æstetiske problemer fra 1971, der senere er blevet opdateret. På engelsk kom Art and the Aesthetic: An Institutional Analysis af George Dickie (1974). Ifølge Kjørup kvalificerer aktører, som museer, gallerier, kunstnere, kunsthistorikere med mere hvad der er kunst. Mens Dickie tilsvarende definerer et kunstværk som: "an original artifact with a set of the aspects of which has had conferred upon it the status of candidate for appreciation by some person or persons acting on behalf of a certain social institution (the artworld)."

## Notater
1. ↑   Kjørup, Søren. Kunstens filosofi – en indføring i æstetik, Roskilde Universitetsforlag, 2000. (Side 37-42)
2. ↑   Dickie, George. The Artworld (p.464). Dickie opdaterede sin teori i: Art and the Aesthetic: An Institutional Analysis. Ithaca: NY: Cornell UP, 1974. Art Circle: A Theory of Art. Chicago: Spectrum Press, 1997.

| Kunst | Spire Denne artikel om kunst er en spire som bør udbygges. Du er velkommen til at hjælpe Wikipedia ved at udvide den. |